# Siemens-Schuckert R.VIII
Siemens-Schuckert R.VIII là một loại máy bay ném bom chế tạo ở Đức từ năm 1916.

## Tính năng kỹ chiến thuật (Siemens-Schuckert R.VIII)
Dữ liệu lấy từ The German Giants German aircraft of the First World War
Đặc tính tổng quan
- Kíp lái: 6+
- Chiều dài: 21,6 m (70 ft 10 in)
- Sải cánh: 48 m (157 ft 6 in)
- Chiều cao: 7,4 m (24 ft 3 in)
- Diện tích cánh: 440 m2 (4.700 foot vuông)
- Trọng lượng rỗng: 10.478 kg (23.100 lb)
- Trọng lượng có tải: 15.867 kg (34.980 lb)
- Động cơ: 6 × Basse & Selve BuS.IVa kiểu động cơ piston thằng hàng 6 xy-lanh, làm mát bằng nước, 220 kW (300 hp)  mỗi chiếc

Hiệu suất bay
- Vận tốc cực đại: 125 km/h (78 mph; 67 kn)
- Tầm bay: 900 km (559 mi; 486 nmi)
- Trần bay: 4.000 m (13.123 ft)
- Tải trên cánh: 35 kg/m2 (7,2 lb/foot vuông)
- Giá thành – 750.000 Mark